# Samuel Murgel Branco
Samuel Murgel Branco (São Paulo, 5 de setembro de 1930 – 28 de dezembro de 2003) foi um biólogo, pesquisador, professor universitário e escritor brasileiro. 
Primeiro biólogo contratado pelo estado de São Paulo, Samuel foi um dos idealizadores da CETESB e um dos maiores nomes da Engenharia Sanitária e da proteção ao meio ambiente no Brasil do século XX. Comunicador científico, foi autor de oito livros especializados e 33 livros para-didáticos voltados para a educação ambiental nos ensinos fundamental e médio.
Foi professor titular de Ecologia Aplicada da Universidade de São Paulo e professor honorário da Universidade Nacional Maior de São Marcos, além de consultor internacional da Organização Mundial da Saúde.

## Biografia
Samuel nasceu na capital paulista em 1930. Desde muito cedo desenvolveu gosto e admiração pela natureza, principalmente pelo mar e pela Mata Atlântica ao pé da Serra do Mar. Estudou no tradicional Colégio Pasteur e depois ingressou no curso de História Natural da Faculdade de Filosofia, Ciências e Letras da Universidade de São Paulo.
Foi professor de ensino médio e em 1956 tornou-se o primeiro biólogo contratado pelo Departamento de Águas e Esgotos, onde iniciou suas pesquisas sobre Hidrobiologia Sanitária. Em 1960, Samuel retornou para o meio universitário, desta vez como professor Faculdade de Saúde Pública da USP, criando e desenvolvendo, as disciplinas de hidrobiologia e de saúde ambiental. Tornou-se professor titular da instituição em 1972.
Foi consultor de diversos órgãos internacionais e da Organização das Nações Unidas. Foi consultor para a América Latina e África da Organização Mundial da Saúde e da Organização Pan-Americana da Saúde, da UNESCO, da FAO e do Programa das Nações Unidas para o Meio Ambiente.
Ministrou cursos de Hidrologia Sanitária e Escola Aplicada no Peru, Chile, Colômbia, Venezuela e em vários estados brasileiros, bem como realizou diversos trabalhos no Quênia, na Nova Zelândia, na Europa e em todo o Brasil.
Aposentado da universidade em 1990, passou a se dedicar integralmente à literatura científica, principalmente voltada para a educação ambiental escolar e infanto-juvenil. Recebeu o Prêmio José Reis de Divulgação Científica em 1998 por seu trabalho em educação ambiental.

## Vida pessoal
Samuel era casado com a bióloga Wilma Anna Rosa Cardinale, com quem teve quatro filhos Marcelo, Claudia, Thaís e Fábio.

## Morte
Samuel morreu em 28 de dezembro de 2003, na capital paulista, aos 73 anos.

## Legado
O trabalho de Samuel foi deixado aos cuidados do Instituto Samuel Murgel Branco, que se dedica à defesa e proteção do meio ambiente, ao fomento de estudos e pesquisas na área ambiental e em outras formas de educação e ensino.